# Airport bus (Debrecen)
A debreceni Airport bus a Doberdó utca és az Airport Debrecen között közlekedett. Útvonala során érintette a Debreceni Egyetemet, a Klinikákat, több szállodát, a belvárost, a Tanítóképző Főiskolát, a buszpályaudvart és a vasútállomást.
A járat nem a normál díjszabással volt igénybe vehető, hanem 500 Forintot kértek egy útért. Az utolsó „Airport bus” jelzésű járat 2015. december 15-én indult el, és következő nap átvette a szerepét a 44R jelzésű busz.
A reptéri busz a Wizz Air megrendelésére közlekedett és annak járataihoz igazodott. A járatok a reptérről csak akkor indultak el, ha minden utas elhagyta a repteret.

## Járművek
A viszonylaton Alfa Cívis 12 szóló buszok közlekedtek.

## Útvonala
| Doberdó utca – Airport Debrecen | Airport Debrecen – Doberdó utca |
| --- | --- |
| - Doberdó utca - Debreceni Egyetem - Klinikák - Sportuszoda - Oláh Gábor utca - Kardos utca - Nagy Lajos király tér - Kölcsey Központ - Tanítóképző Főiskola - Hal köz - Helyközi autóbusz-állomás - Nagyállomás - Airport Debrecen | - Airport Debrecen - Nagyállomás - Hal köz - Helyközi autóbusz-állomás - Kölcsey Központ - Tanítóképző Főiskola - Főnix Csarnok - Oláh Gábor utca - Kardos utca - Debreceni Egyetem - Klinikák - Auguszta - Doberdó utca |

## Megállóhelyei
Az utolsó üzemnap adatai:
| (Doberó utca → Airport Debrecen ) |                                                    | |
| menetidő                          | megállóhely neve                                   | átszállási kapcsolatok                                                                                              |
| 0                                 | Doberdó utca                                       | 2 10, 10A, 10Y, 11, 15, 15Y, 23, 23Y, 36Y, 51E                                                                      |
| 4                                 | Debreceni Egyetem (egyetem, főépület)              | 1 10, 10A, 10Y, 12, 13, 22, 51E                                                                                     |
| 5                                 | Klinikák                                           | 1 10, 10A, 10Y, 12, 13, 22, 22Y, 24, 24Y, 51E                                                                       |
| 8                                 | Sportuszoda                                        | 3A 16, 23, 23Y |
| 11                                | Oláh Gábor utca                                    | 23Y |
| 12                                | Kardos utca                                        | 23Y |
| 16                                | Nagy Lajos király tér                              | 10, 10A, 10Y, 13 |
| 19                                | Dózsa György utca (Nádor utca, Malompark)          | 2 12, 21, 23, 33, A1                                                                                                |
| 22                                | Kölcsey Központ (Hunyadi János utca)               | 2 11, 15, 15Y, 22, 22Y, 24, 24Y, 43                                                                                 |
| 23                                | Tanítóképző Főiskola (Kálvin tér)                  | 1, 2 11, 15, 15Y, 24, 24Y, 43                                                                                       |
| 27                                | Debreceni Törvényszék                              | 3, 3A, 4 19, 25, 25Y, 41, 41Y, 42, 42A, 45, 125, 125Y                                                               |
| 28                                | Helyközi autóbusz-állomás Távolsági buszpályaudvar | 3, 3A, 4, 5, 5A 10, 10A, 10Y, 19, 25, 34, 35, 35Y, 36, 41, 41Y, 42, 42A, 45, 125, 125Y                              |
| 32                                | Nagyállomás                                        | 1, 2 5, 5A 10, 10A, 10Y, 16, 18, 18Y, 21, 30, 30A, 30I, 30N, 37, 39, 42, 42A, 43, 44, 46, 46E, 46Y, 47, 47Y, 48, A1 |
| 42                                | Airport Debrecen                                   | |
| (Airport Debrecen → Doberdó utca) |                                                    | |
| 0                                 | Airport Debrecen                                   | |
| 11                                | Nagyállomás                                        | 1, 2 5, 5A 10, 10A, 10Y, 16, 18, 18Y, 21, 30, 30A, 30I, 30N, 37, 39, 42, 42A, 43, 44, 46, 46E, 46Y, 47, 47Y, 48, A1 |
| 15                                | Debreceni Törvényszék                              | 3, 3A, 4 19, 25, 25Y, 41, 41Y, 42, 42A, 45, 125, 125Y                                                               |
| 16                                | Helyközi autóbusz-állomás Távolsági buszpályaudvar | 3, 3A, 4, 5, 5A 10, 10A, 10Y, 19, 25, 34, 35, 35Y, 36, 41, 41Y, 42, 42A, 45, 125, 125Y                              |
| 20                                | Kölcsey Központ (Hunyadi János utca)               | 2 11, 15, 15Y, 22, 22Y, 24, 24Y, 43                                                                                 |
| 21                                | Tanítóképző Főiskola (Kálvin tér)                  | 1, 2 11, 15, 15Y, 24, 24Y, 43                                                                                       |
| 27                                | Főnix Csarnok                                      | 16, 22, 22Y, 23, 23Y, 24, 24Y 5, 5A, 3, 3A                                                                          |
| 31                                | Oláh Gábor utca                                    | 23Y |
| 32                                | Kardos utca                                        | 23Y |
| 34                                | Debreceni Egyetem (egyetem, főépület)              | 1 10, 10A, 10Y, 12, 13, 22, 51E                                                                                     |
| 35                                | Klinikák                                           | 1 10, 10A, 10Y, 12, 13, 22, 22Y, 24, 24Y, 51E                                                                       |
| 38                                | Auguszta                                           | 10, 10A, 10Y, 12, 22Y, 24Y                                                                                          |
| 42                                | Doberdó utca                                       | 2 10, 10A, 10Y, 11, 15, 15Y, 23, 23Y, 36Y, 51E                                                                      |